# Franz Joseph Adolph Schneidawind
Franz Joseph Adolph Schneidawind (* 25. August 1799 in Bamberg; † 26. Juli 1857 in Marienbad) war ein deutscher Historiker.

## Leben
Schneidawind, Sohn des Statistikers und Landesdirektionsrates gleichen Namens, studierte Medizin und Geschichte, schloss aber nur das Studium der Geschichte mit dem Doktorgrad ab. 1827 wurde er Professor für Geschichte am königlichen Lyceum in Aschaffenburg. Er starb 1857 im Kurort Marienbad, wo er wegen eines Herzleidens Linderung suchte.

## Bedeutung und Werke
In zahlreichen historischen Abhandlungen beschäftigte sich Schneidawind mit der französischen Revolution und deren Proponenten sowie dem Feldherrn Erzherzog Karl von Österreich und den Napoleonischen Kriegen.
Er gilt als einer der Wegbereiter der nationalen Geschichtsschreibung.
Er schrieb eine Biographie über Prinz Wilhelm von Preußen (Prinz Wilhelm von Preussen in den Kriegen seiner Zeit, Berlin 1856) und ein Buch über den Siebenjährigen Krieg (1756 bis 1763) in Deutschland (Der siebenjährige Krieg in Deutschland. Ein Volksbuch zur Unterhaltung und Belehrung. Band I: Die drei ersten Jahre des siebenjährigen Krieges in Deutschland 1756, 1757, 1758 mit allen ihren Schlachten und Helden. Neuhaldensleben 1846 ff.)
Weitere Werke:
- Die Feldzüge in den Jahren 1812–15 unter Napoleans persönlicher Anführung, 1826–29, 4 Bde.;
- H.G.V.R. Mirabeau und seine Zeit der französischen Revolution. Wilhelm Nauck, Leipzig 1831 (Digitalisat).
- Geschichte der Expedition der Franzosen nach Ägypten u. Syrien 1798–1801, Zweibr. 1830 f., 3 Bde.;
- Kaiser Napoleon im Felde u. im Feldlager, 1832;
- Der Feldzug in Italien 1796 f., Darmst. 1835, 3 Bde.;
- Der Feldzug der Franzosen gegen die Verbündeten in Italien 1798 f., ebd. 1836, 3 Thle.;
- Geschichte der Feldzüge der Franzosen in Italien während Napoleons Consulate, ebd. 1836, 4 Bde.;
- Karl, Erzherzog von Österreich, und die österreichische Armee unter ihm, Bamberg 1840, 2 Bände;
- Geschichte des Kriegs auf der Pyrenäischen Halbinsel unter Kaiser Napoleon, Darmst. 1838 ff., 20 Bde.;
- Die Feldzüge von 1799 in der Schweiz und in Deutschland, 1841 ff., 4 Bde.;
- Der Krieg Österreichs gegen Frankreich im Jahr 1899, Schaffhausen, 1842 f., 4 Bde.;
- Die Geschichte der Hundert Tage, Freiburg 1842 f.;
- Christoph Columbus, Hamburg 1842;
- Kaiser Joseph II., Hamburg 1846;
- Geschichte der Belagerung Wiens durch die Türken, Hamburg 1846;
- Das Buch vom Erzherzog Karl, Leipzig 1847, 3. A. 1848;
- Leben des Erzherzogs Johann, Schaffhausen 1849;
- Feldmarschall Graf Radetzky, Augsburg 1851;
- Der Feldzug des Herzogs Friedrich Wilhelm von Braunschweig im J. 1809, Darmstadt 1851;
- Der letzte Feldzug und Heldentod des Herzogs Friedrich Wilhelm 1815, Darmstadt 1852;
- Das Regiment der Herzöge von Sachsen am 4. u. 5. Aug. 1809 bei Ober- u. Unterau in Tyrol, Aschaffenburg 1852;
- Der Feldzug der österreichischen Armee unter Radetzky 1848 und 49, Innsbruck 1852;
- Aus dem Hauptquartier und Feldleben des Vater Radetzky, Stuttgart 1854, 3. A. 1856; (online)
- Das Buch vom Feldmarschall Radetzky: Für Heer und Volk, Leipzig 1859 (online)